# E.J. Strickland
Enoch Jamal Strickland (Gainesville (Florida), 24 februari 1979) is een Amerikaanse jazzdrummer van de modernjazz, maar ook van de wereldmuziek, hiphop en Afro-Cubaanse muziek.

## Biografie
E.J. Strickland was de tweelingbroer van de saxofonist Marcus Strickland en de zoon van een orkestdrummer. Hij bezocht The New School of the Arts in Miami, voordat hij sinds 1997 in New York studeerde aan The New School for Jazz & Contemporary Music bij Joe Chambers, Michael Carvin, Carl Allen, Ralph Peterson, Lewis Nash en Jimmy Cobb. Al tijdens zijn studie speelde hij met Wynton Marsalis, Abbey Lincoln, Christian McBride, Herbie Hancock en Dianne Reeves. Hij werd bekend in de bands van Ravi Coltrane, Marcus Strickland en Russell Malone, voordat hij eigen bands leidde. In 2009 bracht hij met In This Day zijn debuutalbum uit onder zijn eigen naam. Hij heeft ook Cassandra Wilson, George Colligan en David Gilmore begeleid. Tussen 1999 en 2016 was hij betrokken bij 47 opnamesessies. In 2018 behoorde hij tot het Robin Eubanks Quartet.

## Discografie
- 2008: Freddie Hubbard & the New Jazz Composers Octet On the Real Side
- 2009: In This Day (met Jaleel Shaw, Marcus Strickland, Luis Perdomo, Hans Glawischnig en Pedro Martinez, David Gilmore, Cheray O'Neal, Charenee Wade, Yosvany Terry, Tia Fuller, Brandee Younger)
- 2012: Ravi Coltrane Spirit Fiction
- 2015: The Undying Spirit (met Jaleel Shaw, Linda Oh, Luis Perdomo, Marcus Strickland)

- Gemeinsame Normdatei: 102508585X
- International Standard Name Identifier: 0000 0000 4506 2193
- Library of Congress Control Number: no2004104283
- Virtual International Authority File: 78499215
- WorldCat: E39PBJh8PrFk3RrMccDrhpDTHC